# Chowkahalli, Krishnarajanagara
Chowkahalli là một làng thuộc tehsil Krishnarajanagara, huyện Mysore, bang Karnataka, Ấn Độ.